# Maestresala del rey
Maestresala era un criado de la casa real que se ocupaba de la distribución de la comida y de probarla para prevenir envenenamientos. 
Cuando se quería levantar el pan de la mesa de la persona real, el maestresala daba con el plato un panecillo a cada doctor y médico de los de la casa que se hallaban presentes, para que además de ser así la costumbre, vieran y probaran si el pan era el que debía ser para ella y lo dijeran y proveyeran después. También reprendía el maestresala a los pajes y los castigaba si había alguno descuidado o descomedido durante el tiempo de servicio. 
Los maestresalas servían por semanas y, durante dicha semana, se les daba un hacha de cera y, una vez gastada esta, un paje devolvía el cabo de la misma al cerero, que daba luego otra hacha nueva. Durante la caza se daba de comer al maestresala y sus criados de la despensa del príncipe. La medranza en estos oficios estaba no en el salario, sino en las mercedes que se les hacían.El maestresala era uno de los oficios principales de las casas de los grandes y era el jefe y maestro de los pajes, a quienes enseñaba el modo de servir, el ceremonial de las frecuentes reverencias y genuflexiones, las reglas de la buena crianza y las del buen hablar, ejerciendo sobre ellos un absoluto dominio hasta azotarlos, si el caso lo requería.